# Política das Salvações

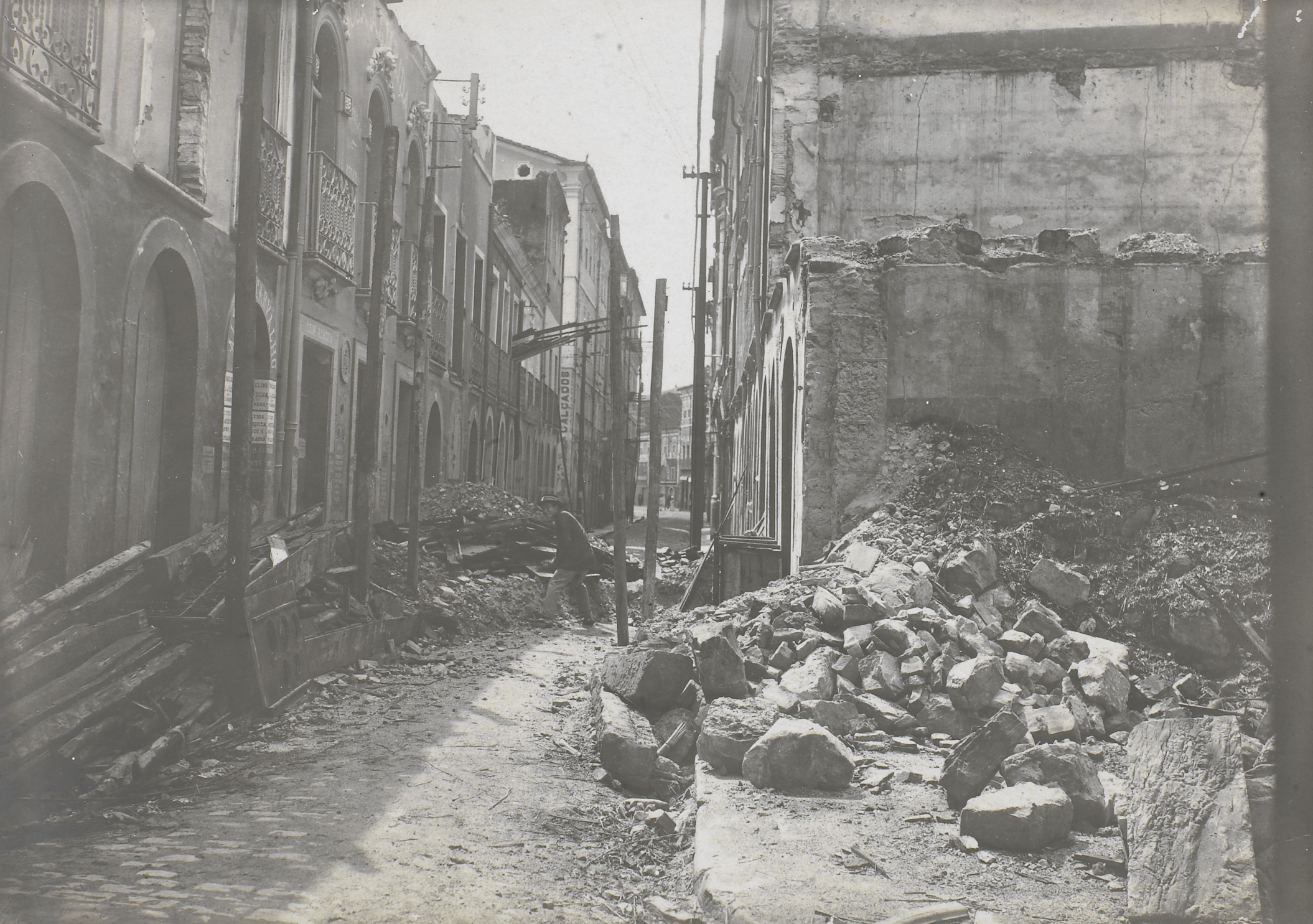
Rua de Salvador após bombardeio pelo Governo Federal durante a Política das Salvações

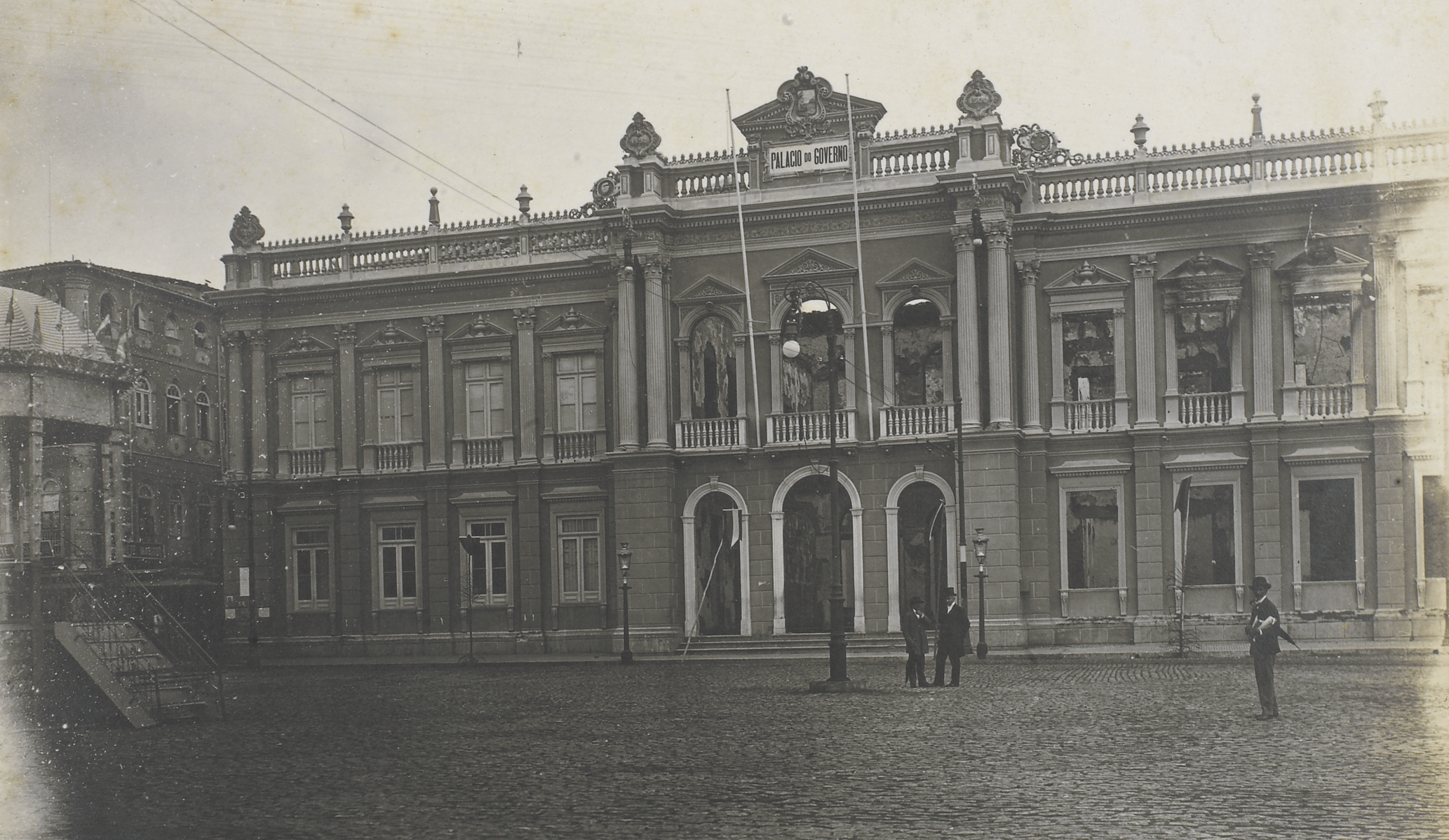
Palácio do Governo da Bahia, após bombardeio pelo Governo Federal durante a Política das Salvações, 1912. Arquivo Nacional.

Política das Salvações ou Salvações Iniciais foi implantada por Hermes da Fonseca, originalmente contra a "campanha civilista". Consistia em promover intervenções militares. Começaria em São Paulo, o que não se conseguiu realizar, para enfraquecer os cafeicultores. Com o fracasso em São Paulo, o general Dantas Barreto assumiu o governo de Pernambuco. Esses golpes repetiram-se no Ceará e Alagoas. O governo acreditava que, dessa forma, moralizaria o país.
A Marinha de Guerra Brasileira foi utilizada pelo Governo Federal. Tanto o navio de guerra Minas Gerais quanto o São Paulo participaram no bombardeio de Salvador em 1912, no contexto da chamada Política das Salvações.
O governo colocava interventores militares ou civis apoiados pelo Exército em substituição às oligarquias dominantes. Mas o sucesso das intervenções abalou as bases governistas, acabando por enfraquecer Hermes da Fonseca. A "política das salvações" apenas substituia o poder de velhas oligarquias por outras, e o projeto original de "moralizar os costumes políticos e reduzir as desigualdades sociais" não se realizou.
Ainda, a política não funcionou em algumas regiões por resistência da população. O caso mais famoso ocorreu no Ceará, onde o padre Cícero Romão Batista, interessado em fazer alianças com fazendeiros poderosos, impediu as ações, colocando o povo contra o governo.